# 洛佐沃耶农村居民点
洛佐沃耶农村居民点（俄语：Лозовское сельское поселение）是俄罗斯联邦别尔哥罗德州罗韦尼基区所属的一个农村居民点。其下辖有2个居民点，行政中心为洛佐沃耶。据2016年统计，该农村居民点的人口为478人。